# Larga Marcha 3
Larga Marcha 3 o Changzheng-3 (CZ-3) es un cohete chino de la familia de cohetes Larga Marcha, cuyo desarrollo comenzó en los años 1980.
Fue diseñado para elevar cargas de hasta 1.500 kg a una órbita de transferencia geoestacionaria. La primera y segunda etapas, así como la mayor parte de la tecnología usada en este cohete, derivan y fueron probadas con el lanzador CZ-2C. La tercera etapa era una etapa criogénica, alimentada por LOX e hidrógeno líquido, la primera de su tipo en un cohete chino. Era capaz de un reencendido y fue un gran salto en cuanto a rendimiento de motores cohetes fabricados por China.

## Larga Marcha 3
La versión básica.

### Datos técnicos
- Carga máxima en LEO: 4.800 kg a 200 km de altura
- Carga máxima en GEO: 1.400 kg a una órbita de transferencia geoestacionaria
- Apogeo: 40.000 km
- Empuje en despegue: 2.960 kN
- Masa total: 204.000 kg
- Diámetro del cuerpo principal: 3,35 m
- Longitud total: 43,25 m

#### Primera etapa
- Masa llena: 151.000 kg
- Masa vacía: 9.000 kg
- Empuje (en el vacío): 3.000 kN
- ISP (en el vacío): 289 s
- ISP (nivel del mar): 259 s
- Tiempo de combustión: 132 s
- Diámetro: 3,35 m
- Envergadura: 6 m
- Longitud: 20,22 m
- Número de motores: 4 (YF-20A)

#### Segunda etapa
- Masa llena: 39.000 kg
- Masa vacía: 4.000 kg
- Empuje (en el vacío): 761,9 kN
- ISP (en el vacío): 295 s
- ISP (nivel del mar): 270 s
- Tiempo de combustión: 130 s
- Diámetro: 3,35 m
- Envergadura: 3,35 m
- Longitud: 9,71 m
- Número de motores: 1 (YF-22A/23A)

#### Tercera etapa
- Masa llena: 10.500 kg
- Masa vacía: 2.000 kg
- Empuje (en el vacío): 44,1 kN
- ISP: 425 s
- Tiempo de combustión: 800 s
- Diámetro: 2,25 m
- Envergadura: 2,25 m
- Longitud: 7,48 m
- Número de motores: 1 (YF-73)

## Larga Marcha 3A
Versión con etapas mejoradas, una nueva etapa criogénica YF-75 y un sistema de control perfeccionado, permitiéndole elevar mayores cargas: 7.200 kg a LEO y 2.600 a órbita de transfererencia geoestacionaria.

### Datos técnicos
- Carga máxima en LEO: 7.200 kg a 200 km de altura
- Carga máxima en GEO: 2.600 kg a una órbita de transferencia geoestacionaria
- Apogeo: 40.000 km
- Empuje en despegue: 2.960 kN
- Masa total: 241.000 kg
- Diámetro del cuerpo principal: 3,35 m
- Longitud total: 52,5 m

#### Primera etapa
- Masa llena: 179.000 kg
- Masa vacía: 9.000 kg
- Empuje (en el vacío): 3.265,143 kN
- ISP (en el vacío): 289 s
- ISP (nivel del mar): 259 s
- Tiempo de combustión: 155 s
- Diámetro: 3,35 m
- Envergadura: 7 m
- Longitud: 23,08 m
- Número de motores: 4 (YF-20B)

#### Segunda etapa
- Masa llena: 33.600 kg
- Masa vacía: 4.000 kg
- Empuje (en el vacío): 831,005 kN
- ISP (en el vacío): 297 s
- ISP (nivel del mar): 260 s
- Tiempo de combustión: 110 s
- Diámetro: 3,35 m
- Envergadura: 3,35 m
- Longitud: 11,53 m
- Número de motores: 1 (YF-25/23)

#### Tercera etapa
- Masa llena: 21.500 kg
- Masa vacía: 2.800 kg
- Empuje (en el vacío): 156 kN
- ISP: 440 s
- Tiempo de combustión: 470 s
- Diámetro: 3 m
- Envergadura: 3 m
- Longitud: 12,38 m
- Número de motores: 1 (YF-75)

## Larga Marcha 3B
Es la versión más potente, capaz de elevar hasta 5.000 kg a órbita de transfererencia geoestacionaria. Tiene tanques ampliados, una cofia más grande y cuatro aceleradores adosados a la etapa principal.

### Datos técnicos
- Carga máxima en LEO: 11.200 kg a 200 km de altura
- Carga máxima en GEO: 5.100 kg a una órbita de transferencia geoestacionaria
- Apogeo: 40.000 km
- Empuje en despegue: 2.980 kN
- Masa total: 425.800 kg
- Diámetro del cuerpo principal: 3,35 m
- Longitud total: 54,8 m

#### Cohetes aceleradores
- Masa llena: 41.000 kg
- Masa vacía: 3.200 kg
- Empuje (en el vacío): 816,285 kN
- ISP (en el vacío): 291 s
- ISP (nivel del mar): 261 s
- Tiempo de combustión: 128 s
- Diámetro: 2,25 m
- Envergadura: 2,26 m
- Longitud: 15,33 m
- Número de motores: 1 (YF-20B)

#### Primera etapa
- Masa llena: 179.000 kg
- Masa vacía: 9.000 kg
- Empuje (en el vacío): 3.265,143 kN
- ISP (en el vacío): 289 s
- ISP (nivel del mar): 259 s
- Tiempo de combustión: 155 s
- Diámetro: 3,35 m
- Envergadura: 7 m
- Longitud: 23,08 m
- Número de motores: 4 (YF-20B)

#### Segunda etapa
- Masa llena: 55.000 kg
- Masa vacía: 5.000 kg
- Empuje (en el vacío): 761,9 kN
- ISP (en el vacío): 298 s
- ISP (nivel del mar): 270 s
- Tiempo de combustión: 190 s
- Diámetro: 3,35 m
- Envergadura: 3,35 m
- Longitud: 10 m
- Número de motores: 1 (YF-22A/23A).

#### Tercera etapa
- Masa llena: 21.000 kg
- Masa vacía: 2.800 kg
- Empuje (en el vacío): 156 kN
- ISP: 440 s
- Tiempo de combustión: 470 s
- Diámetro: 3,00 m
- Envergadura: 3 m
- Longitud: 12,38 m
- Número de motores: 1 (YF-75)

## Larga Marcha 3B(A)
Estudio de 1999 para una versión con cohetes aceleradores más grandes. Nunca llegó a volar.

## Larga Marcha 3C
Larga Marcha 3B con dos cohetes aceleradores como los usados en el CZ-2E. Su desarrollo se encuentra detenido.